# سیاست در جمهوری اسلامی افغانستان
پس از سقوط کابل (۱۴۰۰) به دست نیروهای طالبان در ۱۵ اوت ۲۰۲۱ و تأسیس مجدد امارت اسلامی افغانستان که اکنون بر بیشتر کشور کنترل دفاکتو دارد، جمهوری اسلامی افغانستان عملاً فروپاشید، و حکومت افغانستان مورد مناقشه است.
افغانستان حکومت جدید موقتی به ریاست ملا محمدحسن آخند به حیث سرپرست رئیس‌الوزرای افغانستان اعلام کرد. این حکومت تحت نظارت هبت‌الله آخندزاده رهبر عالی طالبان قرار دارد. تا تاریخ ۸ سپتامبر ۲۰۲۱، امارت اسلامی افغانستان به عنوان حکومت دوژور افغانستان از سوی هیچ کشوری به رسمیت شناخته نشده‌است. نماینده منصوب جمهوری اسلامی افغانستان همچنان این کشور را در سازمان ملل متحد نمایندگی می‌کند. این نمایندگان از به رسمیت شناختن حکومت منصوب طالبان سر باز زده‌اند و کشورهای دیگر را به به رسمیت نشناختن این حکومت هم فراخوانده اند.
بین سال‌های ۲۰۰۴ تا ۲۰۲۱ حکومت افغانستان شامل شورای وزیران، والی‌ها، شورای ملی با یک رئیس‌جمهور بود که به عنوان رئیس کشور و فرمانده کل قوا فعالیت می‌کردند. ساختار حکومتی افغانستان ریاستی به شکل جمهوری اسلامی و دموکراسی نیابتی بود. رئیس‌جمهور رئیس دولت محسوب می‌شد که آخرین آنها محمد اشرف غنی رئیس‌جمهور این کشور بود. در قانون اساسی که در ۱۴ جدی/دی ۱۳۸۲ تصویب شد، بر اصل تفکیک قوا تأکید شده، اما رئیس‌جمهور به نوعی، رئیس هر سه قوه مجریه، مقننه، قضایی نیز بود. رئیس‌جمهور در افغانستان با رأی مستقیم مردم انتخاب می‌شد و هر شخص می‌توانست فقط برای دو بار رئیس‌جمهور افغانستان شود. رئیس‌جمهور افغانستان دو معاون داشت که همزمان با وی انتخاب می‌شدند. حکومت یا قوه اجرائیه افغانستان به سه بخش شورای وزیران، والی‌ها، ولسوال‌ها تقسیم شده‌بود. قوه مقننه یا شورای ملی که در قانون اساسی به عنوان عالی‌ترین مرجع قانونگذاری تعریف شده، از دو مجلس نمایندگان (ولسی جرگه) و مجلس سنا (مشرانو جرگه) تشکیل شده‌بود. اعضای مجلس نمایندگان که ۲۵۰ نفر بود، با رأی مستقیم مردم انتخاب می‌شد. اعضای مجلس سنا انتصابی بودند. دیوان عالی (ستره محکمه) عالی‌ترین ارگان قضایی در کشور بود که در رأس قوه قضائیه قرار داشت. دیوان عالی افغانستان ۹ عضو داشت که تمامی آن توسط رئیس‌جمهور و با تأیید مجلس نمایندگان تعیین می‌شد. گردهمایی بزرگ افغانستان (لویه جرگه) در قانون اساسی به عنوان عالی‌ترین مظهر اراده مردم تعریف شده و تنها نهادی بود که حق تعدیل قانون اساسی را داشت. شوراهای ولایتی، شوراهای ولسوالی و شهرداری‌ها از دیگر ارگان‌های محلی در افغانستان بودند که نقش نظارتی، مشورتی و اجرائی طبق صلاحیت‌هایی که در قانون برایشان تعریف شده داشتند.
در ماده هشتم قانون اساسی افغانستان، دولت مکلف شده شده‌بود که سیاست خارجی خود را بر مبنای حفظ استقلال، منافع ملی، تمامیت ارضی، حسن هم‌جواری، احترام متقابل و تساوی حقوق تنظیم کند. در نزدیک دو دههٔ گذشته سیاست افغانستان تحت تأثیر کشورهای ناتو، به ویژه ایالات متحده آمریکا، در تلاش برای تثبیت و دموکراتیزه کردن کشور بوده‌است. طبق قانون اساسی در افغانستان باید هفت انتخابات برگزار می‌شد که شامل انتخابات ریاست جمهوری، مجلس نمایندگان، شوراهای ولایتی، شوراهای ولسوالی‌ها/فرمانداری‌ها، شهرداری‌ها، شوراهای شهرداری‌ها و روستا می‌شود. اما فقط برای ریاست جمهوری (۱۳۸۳ – ۱۳۸۸ – ۱۳۹۳ - ۱۳۹۸)، مجلس نمایندگان (۱۳۸۴ – ۱۳۸۹ – ۱۳۹۷) و شوراهای ولایتی (۱۳۸۴–۱۳۸۸ - ۱۳۹۳) انتخابات برگزار شد. متصدی انتخابات در افغانستان کمیسیون مستقل انتخابات است که ۹ عضو دارد و از سوی رئیس‌جمهور تعیین می‌شود.

## خلاصه تاریخ
اداره دولت در افغانستان از لحاظ تاریخی شامل مبارزات قدرت‌ها، کودتاها، و انتقال متزلزل قدرت است. این کشور تا کنون توسط نظام‌های مختلف حکومتی از جمله پادشاهی، جمهوری، حاکمیت دینی، دیکتاتوری، کمونیستی اداره شده‌است. هرچند افغانستان از لحاظ قدمتی تاریخی، کشوری کهن به حساب می‌آید اما به عنوان یک کشور و یک ملت دارای تاریخ جدیدی است. میرویس خان هوتک که از قبیله غلجایی بود، در سال ۱۷۰۹ میلادی سلطه گرگین خان گرجی را در قندهار پایان می‌دهد و سلسله هوتکیان را تشکیل می‌دهد. پسر وی محمود افغان پس از فوت پدرش توانست با حمله به اصفهان، شاه حسین صفوی را وادار به تسلیم کند و قدرت را در دست بگیرد. حکومت هوتکیان دوام چندانی نداشت و چند سال بعد توسط نادر شاه افشار سقوط کرد. احمدشاه درانی یکی از فرماندهان با نفوذ نادرشاه افشار، پس از فوت وی در سال ۱۷۴۷ اعلان تشکیل دولتی مستقلی در جغرافیای که اکنون در مرزهای ایران، افغانستان و پاکستان قرار دارد، کرد. انگلستان پس از جنگ دوم افغان و انگلیس در بین سال‌های ۱۸۷۸ تا ۱۸۸۰به پیروزی کوچکی دست یافت و توانست معاهده گندمک با محمد یعقوب خان را به امضا برساند. در ماده سوم معاهده گندمک آمده‌است که: «امیر افغانستان و ملحقات آن متعهد است که در روابط با حکومت‌های خارجی پابند مشوره با حکومت بریتانیا بوده و با این حکومات عهدی نبندد و سلاح برضد شان نبردارد». طبق این معاهده افغانستان استقلال سیاسی خود را از دست داد و عبدالرحمن‌خان با انگلیسی‌ها در این مسئله مجدداً به توافق رسید. امان‌الله پس از کشته شدن پدرش حبیب‌الله خان در ۲ حوت/اسفند ۱۲۹۸ در یک سخنرانی آزادی و استقلال کامل افغانستان و لغو تمامی پیمان‌نامه‌ها با دولت انگلیس را اعلان کرد. وی همچنین با ارسال نامه‌های متعدد به مقامات انگلیسی و کشورهای دیگر اعلان استقلال افغانستان به‌طور یکجانبه را اعلان نمود. مقامات انگلیسی در جواب نامه‌های امان‌الله، استقلال افغانستان را به رسمیت نشناخت و امان‌الله خان که دید مقامات انگلیسی از طریق دیپلماتیک استقلال افغانستان را به رسمیت نمی‌شناسد اعلان جهاد کرد. جنگ سوم افغانستان و انگلیس در ۱۳ ثور/اردیبهشت ۱۲۹۸ در مناطق شرقی افغانستان آغاز شد. پس از آغاز جنگ مناسبات بین دولت افغانستان و انگلیس قطع شد و سفیران یکدیگر را از کشورهای خود اخراج کردند. پس از مدتی دو طرف مخاصمه خواستار آتش‌بس شدند. سرانجام یک هیئت از سوی افغانستان با نماینده انگلیس در راولپندی ملاقات کرد و در ۸ اوت ۱۹۱۹ طی یک قرارداد، دولت انگلیس، افغانستان را به عنوان یک دولت مستقل به رسمیت شناخت و در ۲۲ نوامبر ۱۹۲۱ «معاهده افغان انگلیس» در کابل به امضا رسید و طی این معاهده استقلال داخلی و خارجی افغانستان تضمین شد. پس از امان‌الله خان، حبیب‌الله کلکانی، محمد نادر شاه و محمد ظاهرشاه پادشاهان افغانستان بودند. محمد داوود خان از طریق کودتا نظام پادشاهی را در افغانستان برچید و نظام جمهوری را روی کار آورد. حکومت جمهوری محمد داوود خان نیز از طریق کودتای ۷ ثور ۱۳۵۷ سرنگون و خود وی نیز کشته شد و قدرت در اختیار حزب دموکراتیک خلق قرار گرفت. مردم افغانستان در اوایل حکومت دموکراتیک خلق در افغانستان دست به قیام‌های متعددی زدند که بعدها با ورود نیروهای شوروی به افغانستان منجر به بروز جنگ در افغانستان شد.
هرچند شوروی نیروهای خود را در سال ۱۹۸۹ از افغانستان خارج کرد اما مجاهدین افغانستانی به جنگ علیه حکومت محمد نجیب‌الله ادامه دادند و در سال ۱۹۹۲ وی را مجبور به استعفا کردند. پس از محمد نجیب‌الله قدرت به دست مجاهدین افتاد و دولت اسلامی افغانستان به رهبری برهان‌الدین ربانی ربانی روی کار آمد که به دلیل اختلافات میان رهبران مجاهدین در دولت اسلامی، جنگ‌های داخلی افغانستان میان احزاب شروع شد.

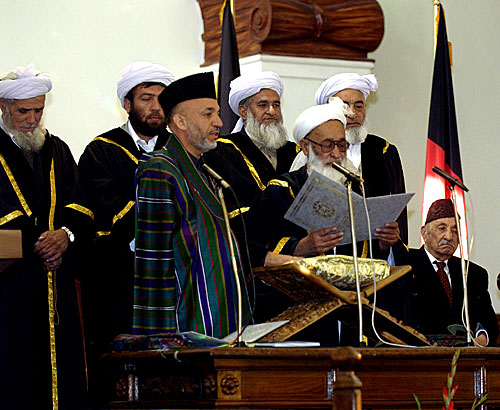
حامد کرزی در کنار فضل هادی شینواری و دیگران، پس از پیروزی در انتخابات ریاست‌جمهوری ۱۳۸۳. آخرین شاه افغانستان، محمد ظاهرشاه در گوشه راست تصویر نشسته‌است.

### ائتلاف شمال و دولت طالبان
در ۶ مهر/میزان ۱۳۷۵ دولت اسلامی افغانستان به رهبری برهان‌الدین ربانی به‌دست نیروهای طالبان سقوط کرد. دولت امارت اسلامی افغانستان از طرف سازمان ملل به رسمیت شناخته نشد و به جای آن دولت اسلامی را به عنوان دولت در تبعید به رسمیت شناخت. سازمان همکاری اسلامی صندلی افغانستان را در این سازمان خالی گذاشت تا مشکلات با حل و فصل بین نیروهای متخاصم از طریق مذاکرات حل شود. طالبان تا قبل از سقوط در سال ۱۳۸۰ حدود ۹۰٪ افغانستان را تحت کنترل داشت و تنها سه کشور عربستان سعودی، امارات متحده عربی و پاکستان دولت طالبان را به رسمیت شناختند. ۱۰٪ دیگر خاک افغانستان در اختیار نیروهای ائتلاف شمال بود.

### اقدام نظامی ایالات متحده و متحدانش
پس از آنکه طالبان از تحویل دادن اسامه بن لادن به حکومت ایالات متحده آمریکا بخاطر دخالت و نقش داشتن وی در حملات ۱۱ سپتامبر در نیویورک و واشینگتن، دی.سی.، امتناع کرد، یک ائتلاف بین‌المللی به رهبری ایالات متحده تشکیل شد و طی عملیاتی که عملیات آزادی بلندمدت، شناخته می‌شد با حملات هوایی در شمال و حملات نیروهای ائتلاف شمال در زمین، حکومت طالبان را در ۲۶ عقرب/آبان ۱۳۸۰ سرنگون کرد.

### کنفرانس بن
در ۶ قوس/آذر ۱۳۸۰، تعدادی از رهبران و سیاستمداران برجسته افغانستانی، تحت نظر سازمان ملل برای تصمیم‌گیری در خصوص حکومت پس از طالبان در آلمان گردهم آمدند. این گردهمایی منجر به تصویب توافقنامه‌ای برای تشکیل دولت موقت برای شش ماه و متشکل از ۳۳ عضو، به رهبری یک رئیس‌جمهور موقت شد تا پس از آن در یک گردهمایی، دولت انتقالی افغانستان تشکیل شود و قدرت را به مدت ۲ سال در اختیار بگیرد و پس از تصویب قانون اساسی انتخابات ریاست‌جمهوری برگزار شود. بعضی از مفاد توافقنامه بن پس از تصویب قانون اساسی منقضی شد اما با این حال، این توافقنامه راه را برای تشکیل نظام دموکراتیک در افغانستان فراهم کرد.

### آیساف و نیروهای امنیتی افغانستان
شورای امنیت سازمان ملل متحد اجازه تشکیل نیروهای بین‌المللی کمک به امنیت (آیساف) را برای کمک به تأمین امنیت مردم افغانستان را داد. اعضای نیروهای مسلح ایالات متحده آمریکا و ناتو که به افغانستان فرستاده شده بودند، شروع به آموزش نیروهای مسلح و پولیس ملی این کشور کردند و در مبارزات علیه شورشیان و در بازسازی افغانستان شرکت داشتند.

### قانون اساسی جدید و انتخابات ملی
ساختار دولت انتقالی در ۲۰ جوزا/خرداد ۱۳۸۱ اعلام شد. در گردهمایی بزرگ اضطراری، دولت انتقالی افغانستان تشکیل شد که موظف بود ظرف ۱۸ ماه قانون اساسی جدید را تصویب و در ۲۴ ماه یک انتخابات سراسری برای تشکیل دولت برگزار کند. شورای ملی بعدها جایگزین گردهمایی بزرگ (لویه جرگه) شد.
بر اساس توافق بن، کمیسیون تشکیل قانون اساسی برای مشورت با مردم و تشکیل پیش‌نویس قانون اساسی تأسیس شد. جلسه اول گردهمایی تصویب قانون اساسی در ۲۳ قوس/آذر ۱۳۸۲ برگزار شد. طبق قانون اساسی جدید یک دولت جدید متشکل از سه قوه که شامل قوه مجریه (حکومت)، قوه مقننه (شورای ملی) که شامل دو مجالس نمایندگان و سنا است و قوه قضائیه تشکیل شد.

انتخابات ریاست جمهوری سال ۱۳۸۳ در ۱۷ میزان/مهر ۱۳۸۳ برگزار شد و بیش از ۱۰ میلیون شهروند افغانستان برای رأی دهی ثبت نام کردند. بسیاری از کاندیداهای انتخاباتی مخالف حامد کرزی سعی داشتند انتخابات را تحریم کنند؛ زیرا آن‌ها از بی نظمی ترس داشتند، با این حال کرزی این بیانیه را به رسانه‌ها تحویل داد:
"اکنون برای تحریم انتخابات دیر شده‌است، هنگامی که میلیون‌ها شهروند افغانستان از خانه‌هایشان بیرون آمده و در برف و باران رای دادند… ما باید به اراده مردم احترام بگذاریم. من بسیار خوشحال هستم که با کمک خداوند در سراسر کشور مردم با شوق و اشتیاق به پای صندوق‌های رای رفتند و رای دادند. این نشان از درک سیاسی مردم افغانستان و اراده آنها برای داشتن آینده‌ای از صلح و آرامش است."— حامد کرزی، ۱۸ میزان/مهر ۱۳۸۳
 کمیسیون مستقل انتخابات شواهدی از تقلب پیدا کرد، اما تصریح کرد که بر نتیجه انتخابات تأثیری نداشته و حامد کرزی با کسب ۵۵٫۴٪ آراء کل برنده این انتخابات شد. دوره اول ریاست جمهوری حامد کرزی در ۱۷ قوس/آذر ۱۳۸۳ شروع شد. این اولین انتخابات ریاست‌جمهوری در افغانستان بود.

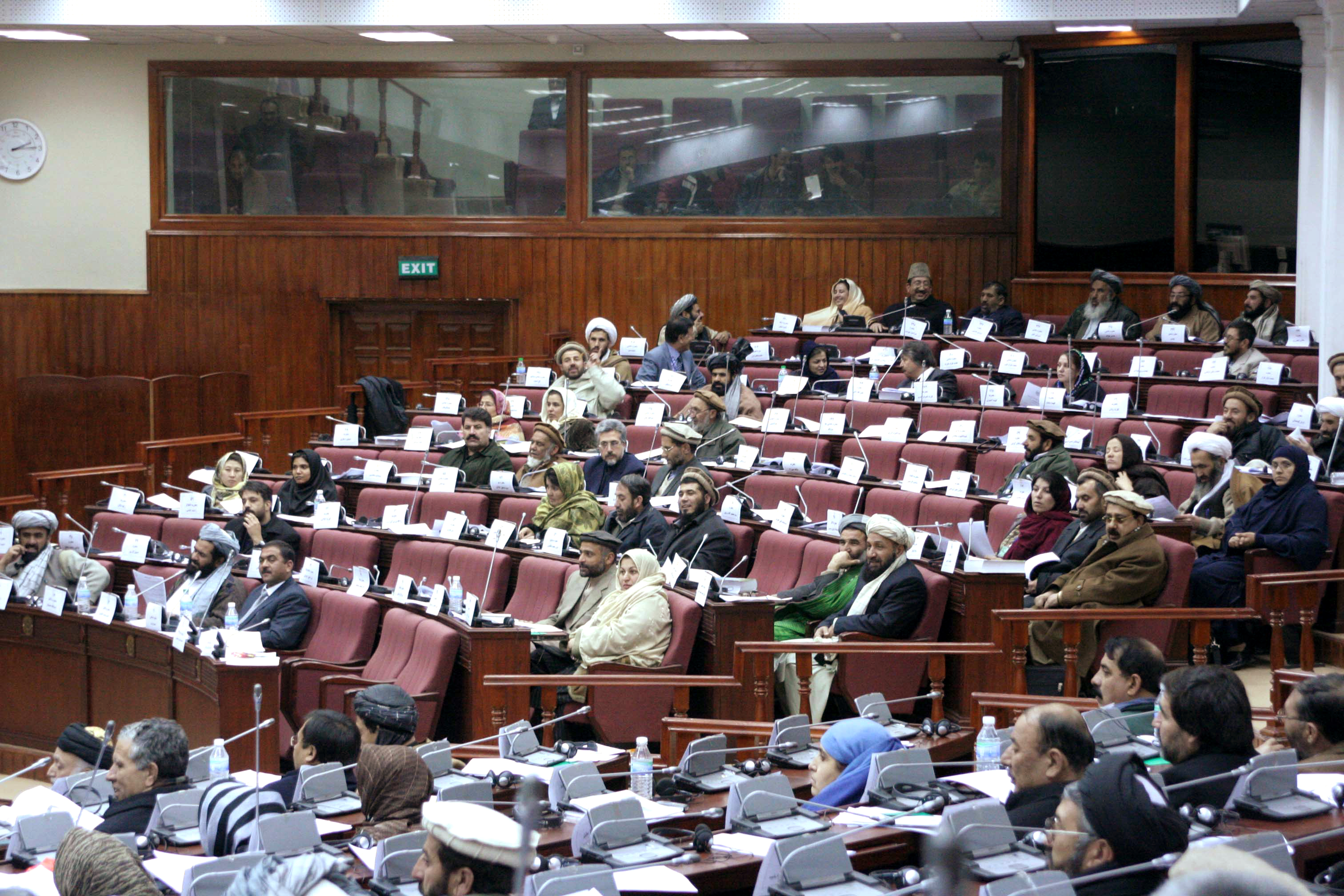
شورای ملی افغانستان در ۱۳۸۵.

در ۲۷ سنبله/شهریور ۱۳۸۴ انتخابات مجلس برگزار شد؛ شورای ملی افغانستان پس از اعلام نتایج انتخابات افتتاح شد. در قوس/آذر همان سال، صبغت‌الله مجددی به عنوان رئیس مجلس سنا با ۱۰۲ کرسی و یونس قانونی نیز به عنوان رئیس مجلس نمایندگان با ۲۴۹ کرسی تعیین شدند.

## قوه اجرائیه

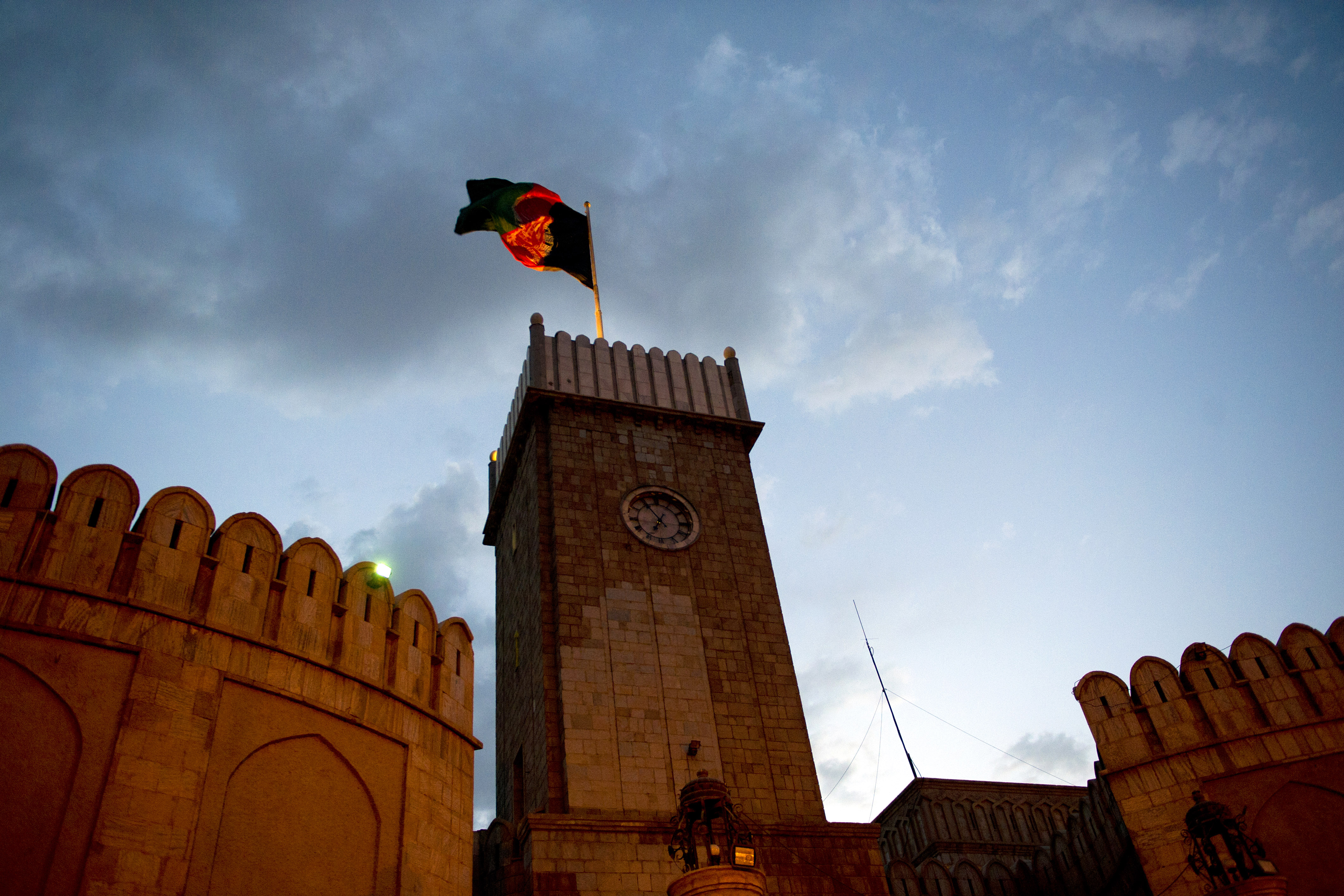
ارگ در کابل محل زندگی و کار رئیس‌جمهور افغانستان

در قانون اساسی افغانستان قدرت زیادی به رئیس‌جمهور محول شده‌است؛ رئیس‌جمهور به عنوان رئیس کشور، فرمانده کل قوا نیروهای مسلح شناخته می‌شود. هر چند در قانون اساسی افغانستان، بر اصل قوا تأکید شده اما رئیس‌جمهور به نوعی رئیس هر سه قوه مجریه، مقننه و قضائیه است. رئیس‌جمهور می‌تواند والیان هر ولایت و اعضای هیئت دولت افغانستان را با تأیید مجلس نمایندگان انتخاب کند. رئیس‌جمهور از طریق انتخابات و به همراه دو معاون انتخاب می‌شود، هر فرد می‌تواند فقط برای دو بار رئیس‌جمهور شود.

### ریاست جمهوری حامد کرزی

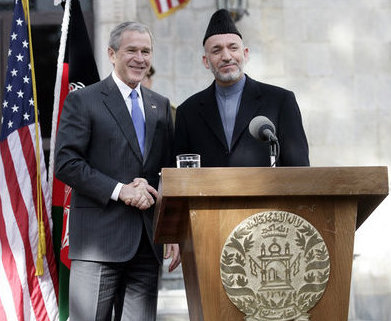
رئیس‌جمهور ایالات متحده آمریکا جرج دابلیو بوش همراه حامد کرزی در کابل در ۱۰ حوت/اسفند ۱۳۸۴. روابط افغانستان با آمریکا پس از سال ۲۰۰۱ و در دولت حامد کرزی بهبود یافته‌است.

حامد کرزی از جدی/دی ۱۳۸۰ تا ۲۸ جوزا/خرداد ۱۳۸۱ به عنوان رئیس دولت موقت فعالیت کرد. وی سپس از ۲۸ جوزا/خرداد ۱۳۸۱ تا ۱۷ قوس/آذر ۱۳۸۳ به عنوان رئیس‌جمهور دولت انتقالی فعالیت کرد و در سال ۱۳۸۳ و با اعلان نتایج انتخابات، به‌طور رسمی رئیس‌جمهور افغانستان شد.

#### دوره اول
ایالات متحده کشور مقدم در بازسازی و دموکراتیزه کردن افغانستان است. روابط افغانستان و آمریکا در اواخر سال ۱۳۸۰ و به‌خصوص پس از تشکیل دولت حامد کرزی بهبود یافته‌است. روابط خارجی افغانستان با دیگر کشورهای عضو ناتو و کشورهای منطقه در این دوره بهبود یافته‌است.
پس از پیروزی در انتخابات ریاست‌جمهوری ۱۳۸۳ و با خارج کردن بسیاری از رهبران ائتلاف شمال از کابینه خود، تصور می‌شد که کرزی در سال ۱۳۸۴ راه اصلاح طلبانه‌تر را دنبال می‌کند اما وی ثابت کرد که بسیار محتاط است. از زمان تصدی دولت جدید در سال ۱۳۸۳، اقتصاد افغانستان به سرعت در حال رشد است و درآمد دولت سالانه افزایش می‌یابد، هرچند هنوز هم به شدت وابسته به کمک‌های خارجی است. در طول حکومت حامد کرزی، نارضایتی عمومی در خصوص فساد و تلفات غیرنظامیان در مبارزه با شورشیان افزایش یافت.

#### دوره دوم
سه ماه پس از انتخابات ریاست‌جمهوری افغانستان سال ۱۳۸۸، حامد کرزی به‌طور رسمی برنده این انتخابات شد. دولت اوباما از کرزی خواست تا افراد بیهوده و فاسد را در کابینه دولت خود قرار ندهد، این در حالی بود که افراد بانفوذ و قدرتمند که به پیروزی وی در انتخابات کمک کرده بودند، خواستار جایگاهی در دولت وی بودند. به گفته تحلیلگران فهرست وزیرانی که حامد کرزی به پارلمان ارائه کرده بود «دلگرم کننده نبوده» اما منعکس‌کننده سیاست واقعی بود. اندکی بیش از نیمی از وزیران دولت دوم حامد کرزی در سمت قبلی خود باقی مانده بودند یا در دولت قبلی وی حضور داشتند. در جدی/دی ۱۳۸۸ مجلس نمایندگان افغانستان ۱۷ تن از وزیران پیشنهادی حامد کرزی را رأی عدم اعتماد دادند و فقط ۷ نماینده توانستند رأی تأیید صلاحیت را از پارلمان کسب کنند. رابطه رئیس‌جمهور آمریکا باراک اوباما با کرزی در ابتدا بسیار بزرگ نبود اما پس از مرگ اسامه بن لادن و ترور بردارش احمد ولی کرزی کمی بهبود یافت. باراک اوباما در بین سال‌های ۲۰۱۰ تا ۲۰۱۲ دو سفر رسمی به افغانستان داشت. پس از آنکه کرزی از امضاء توافق‌نامه امنیتی میان افغانستان و آمریکا امتناع کرد، در اوایل ۲۰۱۳ روابط دوباره کاهش یافت.

### ریاست جمهوری اشرف غنی
پس از برگزاری انتخابات ریاست‌جمهوری در سال ۱۳۹۳ محمداشرف غنی به عنوان رئیس‌جمهور و عبدالله عبدالله به عنوان رئیس اجرائیه طی یک توافق تعیین شد و یک روز بعد، دولت جدید توافقنامه امنیتی دوجانبه میان آمریکا و افغانستان را امضا کرد.

#### نکات اصلی توافقنامه تشکیل دولت وحدت ملی
- برگزاری گردهمایی بزرگ اضطراری برای تعدیل قانون اساسی.
- اصلاح نظام انتخاباتی
- توزیع شناسنامه‌های الکتریکی
- ایجاد پست ریاست اجرائیه
- طی توافق‌نامه تشکیل دولت وحدت ملی ۱۳ وزیر از ۲۵ وزیر کابینه از طرف اشرف غنی و ۱۲ وزیر دیگر از سوی عبدالله تعیین می‌گردد.[۴۱] رئیس‌جمهور، ریاست کابینه را بر عهده خواهد داشت. کابینه طبق توافق‌نامه متشکل از رئیس‌جمهور و معاونان وی، ریاست اجرائیه و معاونان وی، وزیران و مشاور ارشد رئیس‌جمهور می‌باشد. ریاست اجرائیه نیز ریاست شورای وزیران را بر عهده خواهد داشت.[۴۲][۴۳]

### هیئت کنونی دولت افغانستان
| منصب                                              | شخص                    | حزب | از                     |
| ------------------------------------------------- | ---------------------- | --- | ---------------------- |
| ریاست جمهوری                                      |                        |     |                        |
| رئیس‌جمهور موقت                                    | امرالله صالح           |     | ۲۶ اسد (مرداد) ۱۴۰۰    |
| معاون اول رئیس‌جمهور                               | ---                    |     | ۲۹ دلو (بهمن) ۱۳۹۸     |
| معاون دوم رئیس‌جمهور                               | سرور دانش              |     | ۲۹ دلو (بهمن) ۱۳۹۸     |
| ریاست شورای عالی مصالحه                           |                        |     |                        |
| رئیس شورای عالی مصالحه                            | عبدالله عبدالله        |     | ۲۸ ثور (اردیبهشت) ۱۳۹۹ |
| معاون اول                                         | عنایت‌الله بابر فرهمند  |     | ۲۸ ثور (اردیبهشت) ۱۳۹۹ |
| معاون دوم                                         | اسدالله سعادتی         |     | ۲۸ ثور (اردیبهشت) ۱۳۹۹ |
| وزرا                                              |                        |     |                        |
| وزیر دفاع                                         | اسدالله خالد           |     | ۲ جدی/دی ۱۳۹۷          |
| وزیر امور خارجه                                   | محمد حنیف اتمر         |     | ۱۶ حمل (فروردین) ۱۳۹۹  |
| وزیر امور داخله                                   | مسعود اندرابی          |     | ۲۲ دلو/بهمن ۱۳۹۷       |
| وزیر مالیه                                        | عبدالهادی ارغندیوال    |     | ۱۲ حمل (فروردین) ۱۳۹۹  |
| وزیر اقتصاد                                       | کریمه حامد فاریابی     |     | ۲۴ سنبله (شهریور) ۱۳۹۹ |
| وزیر عدلیه                                        | فضل احمد معنوی         |     | ۱۰ شهریور (سنبله) ۱۳۹۹ |
| وزیر اطلاعات و فرهنگ                              | محمد طاهر زهیر         |     | ۲۴ جوزا (خرداد) ۱۳۹۹   |
| وزیر معارف                                        | رنگیه حمیدی            |     | ۲۴ جوزا (خرداد) ۱۳۹۹   |
| وزیر تحصیلات عالیه                                | عباس بصیر              |     | ۱۰ شهریور (سنبله) ۱۳۹۹ |
| وزیر تجارت و صنایع                                | نثار احمد فیضی غوریانی |     | ۱۰ شهریور (سنبله) ۱۳۹۹ |
| وزیر انرژی و آب                                   | خان محمد تکل           |     | ۱ دلو (بهمن) ۱۳۹۸      |
| وزیر ترانسپورت                                    | قدرت‌الله ذکی           |     | ۱۰ شهریور (سنبله) ۱۳۹۹ |
| وزیر امور زنان                                    | حسینه صافی             |     | ۶ سرطان (تیر) ۱۳۹۹     |
| وزیر ارشاد، حج و اوقاف                            | محمدقاسم حلیمی         |     | ۱۶ اسد (مرداد) ۱۳۹۹    |
| وزیر صحت عامه                                     | احمدجواد عثمانی        |     | ۱۳ اسد (مرداد) ۱۳۹۹    |
| وزیر زراعت، آبیاری و مالداری                      | انور الحق احدی         |     | ۱۰ شهریور (سنبله) ۱۳۹۹ |
| وزیر معادن و پترولیم                              | هارون چخانسوری         |     | ۲۴ جوزا (خرداد) ۱۳۹۹   |
| وزیر مخابرات و تکنولوژی معلوماتی                  | معصومه خاوری           |     | ۱۰ شهریور (سنبله) ۱۳۹۹ |
| وزیر احیا و انکشاف دهات                           | مجیب الرحمان کریمی     |     | ۲۸ اسد (مرداد) ۱۳۹۹    |
| وزیر کار، امور اجتماعی، شهدا و معلولان            | بشیراحمد ته ینج        |     | ۱۰ شهریور (سنبله) ۱۳۹۹ |
| وزیر امور سرحدات و قبایل                          | محب‌الله صمیم           |     | ۱۰ شهریور (سنبله) ۱۳۹۹ |
| وزیر شهرسازی و اراضی                              | محمود کرزی             |     | ۱۲ جوزا (خرداد) ۱۳۹۹   |
| وزیر امور مهاجرین و عودت‌کنندگان                   | نور رحمان اخلاقی       |     | ۱۰ شهریور (سنبله) ۱۳۹۹ |
| وزیر وزارت دولت در امور صلح                       | سعادت منصور نادری      |     | ۱۰ شهریور (سنبله) ۱۳۹۹ |
| رئیس اداره امنیت ملی                              | احمد ضیا سراج          |     | ۱۸ سنبله (شهریور) ۱۳۹۸ |
| مشاور امنیت ملی                                   | حمدالله محب            |     | ۴ شهریور/سنبله ۱۳۹۷    |
| رئیس بانک مرکزی                                   | اجمل احمدی             |     | ۱۴ جوزا (خرداد) ۱۳۹۹   |
| تا تاریخ عقرب (آبان) ۱۳۹۹. منبع: کابینه افغانستان |                        |     |                        |

## قوه مقننه

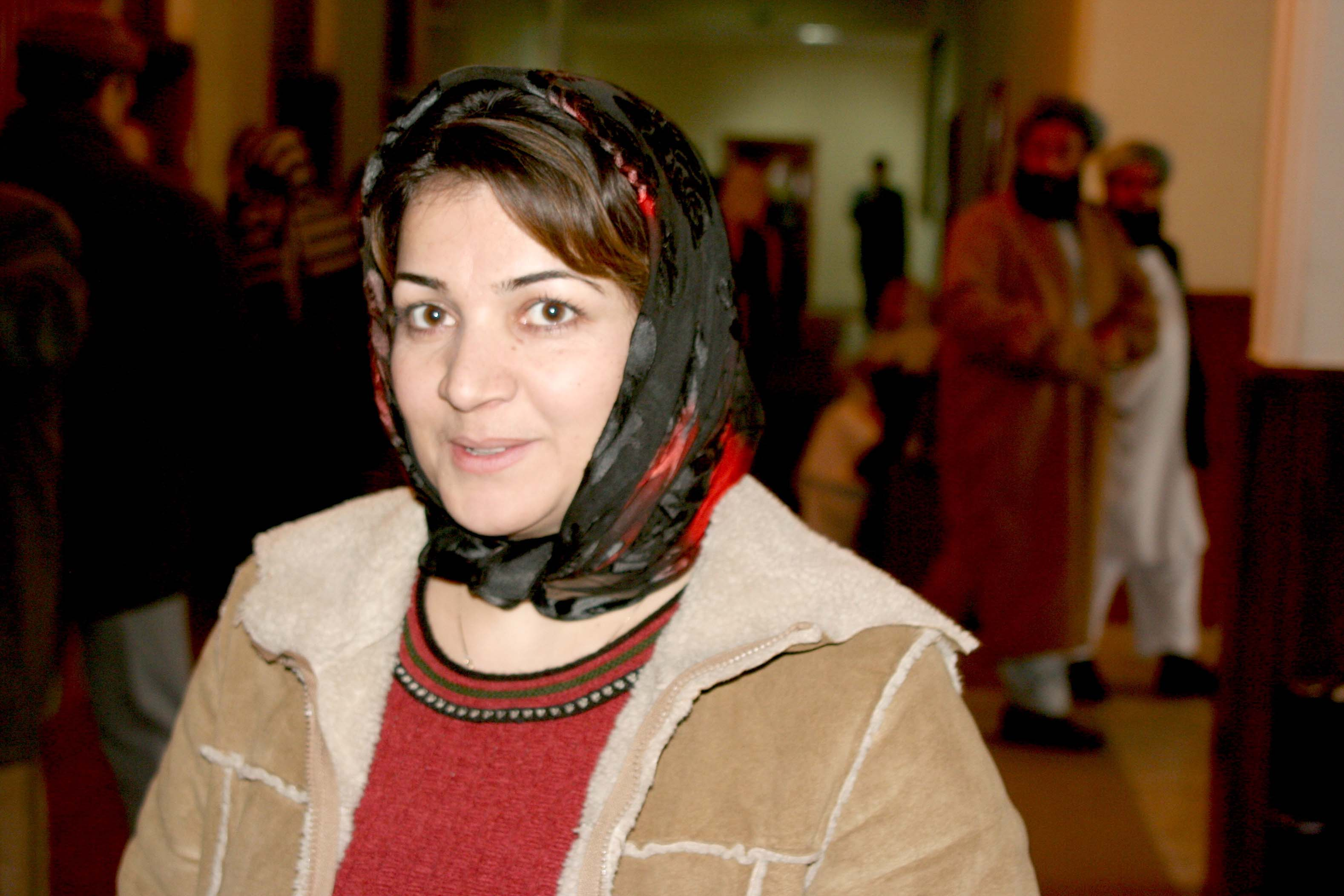
فوزیه گیلانی، یکی از چندین نماینده زن در پارلمان افغانستان.

طبق ماده ۸۱ قانون اساسی افغانستان شورای ملی جمهوری اسلامی افغانستان به حیث عالی‌ترین ارگان تقنینی در افغانستان تعریف شده‌است. از زمان استقلال افغانستان تا کنون هفده دوره شورای ملی در افغانستان تشکیل شده‌است. پس از سقوط حکومت طالبان اولین دوره شورای ملی در سال ۱۳۸۴ تشکیل شد و دو دوره دیگر شورای ملی به ترتیب در سال‌های ۱۳۸۹ و ۱۳۹۸ آغاز بکار کردند. طبق قانون انتخابات افغانستان هر ولایت یک حوزه انتخاباتی است که کرسی‌های پارلمان بنا به نسبت جمعیت هر ولایت بین آنان تقسیم شده‌است. رای‌دهندگان تنها یک رأی غیرقابل انتقال دارند.
مجلس سنا ۱۰۲ عضو دارد. یک سوم اعضای این مجلس توسط رئیس‌جمهور، یک سوم دیگر توسط شوراهای ولایتی و یک سوم باقی مانده دیگر توسط شوراهای محلی انتخاب می‌شود.

### وظایف شورای ملی
وظایف شورای ملی افغانستان در ۹۰ قانون اساسی شرح داده شده‌است. طبق این ماده قانون شورای ملی وظایف همچون تصویب، تعدیل یا لغو قوانین یا فرمان‌ها تقنینی، تصویب برنامه‌های توسعه‌ای، تصویب بودجه دولتی و اجازه اخذ یا اعطای قرضه، ایجاد، تعدیل یا الغای واحدهای اداری، تصدیق معاهدات و میثاقهای بین‌المللی یا فسخ الحاق افغانستان به آن. در قانون اساسی مجلس نمایندگان سه وظیفه خاص دارد که شامل: استیضاح وزرا، اتخاذ تصمیم راجع به برنامه‌های توسعه‌ای و بودجهٔ دولتی، تأیید یا رد مقرری‌ها مطابق به احکام قانون اساسی.

### سهمیه‌بندی اعضا

#### مجلس نمایندگان
اعضای مجلس نمایندگان (ولسی جرگه) توسط مردم و از طریق انتخابات آزاد و برای یک دوره پنج ساله انتخاب می‌شود، در فرد می‌تواند بدون محدودیت برای هر تعداد دوره مجلس خود را کاندید کند. اعضای مجلس نمایندگان به تناسب جمعیت هر حوزه تقسیم شده تعداد آنان حداکثر به ۲۵۰ نماینده می‌رسد. حداقل ۲۷٪ از سهمیه کرسی‌های پارلمان به زنان اختصاص داده شده و کوچی‌ها ۱۰ نماینده و سیک‌های افغانستان نیز ۱ نماینده در مجلس نمایندگان دارند. اعضای مجلس نمایندگان از طریق انتخابات تک رأی غیرقابل انتقال انتخاب می‌شوند. با توجه به سهمیه هر حوزه انتخاباتی، نمایندگانی که بیشترین آراء را در حوزه انتخاباتی خود کسب کنند به مجلس راه می‌یابند.

#### مجلس سنا
اعضای مجلس سنا ۱۰۲ تن است که تمامی آنان انتصابی می‌باشند. یک سوم اعضای مجلس سنا را شوراهای ولایتی (برای ۴ سال) - یک سوم دیگر را شوراهای ولسوالی (برای ۳ سال) و یک سوم باقی مانده توسط رئیس‌جمهور (برای ۵ سال) انتخاب می‌شود. رئیس‌جمهور باید ۲ تن را به نمایندگی از معیوبین و معلولان، ۲ تن از کوچی‌ها تعیین کند و نیمی از افراد منتصب از طرف رئیس‌جمهور را باید از بین زنان انتخاب شوند. افراد انتصابی عضویت خود را در شوراهای دیگر از دست می‌دهد و طبق قانون شخص دیگری جایگزین آنان می‌شود. به دلیل آنکه تا کنون در افغانستان انتخابات شوراهای ولایتی برگزار نشده‌است، شوراهای ولایتی به جای شوراهای ولسوالی نماینده برای مجلس سنا انتخاب می‌کند.

#### جدول سهمیه‌بندی
| نام ولایت | مجلس نمایندگان | سهمیه زنان در مجلس نمایندگان | مجلس سنا | نام ولایت  | مجلس نمایندگان | سهمیه زنان در مجلس نمایندگان | مجلس سنا |
| --------- | -------------- | ---------------------------- | -------- | ---------- | -------------- | ---------------------------- | -------- |
| اروزگان   | ۳              | ۱                            | ۲        | فاریاب     | ۹              | ۳                            | ۲        |
| بادغیس    | ۴              | ۱                            | ۲        | فراه       | ۵              | ۱                            | ۲        |
| بامیان    | ۴              | ۱                            | ۲        | قندوز      | ۹              | ۲                            | ۲        |
| بدخشان    | ۹              | ۲                            | ۲        | قندهار     | ۱۱             | ۳                            | ۲        |
| بغلان     | ۸              | ۲                            | ۲        | کابل       | ۳۳             | ۹                            | ۲        |
| بلخ       | ۱۱             | ۳                            | ۲        | کاپیسا     | ۴              | ۱                            | ۲        |
| پروان     | ۵              | ۲                            | ۲        | کنر        | ۴              | ۱                            | ۲        |
| پکتیا     | ۵              | ۱                            | ۲        | لغمان      | ۴              | ۱                            | ۲        |
| پکتیکا    | ۴              | ۱                            | ۲        | لوگر       | ۴              | ۱                            | ۲        |
| پنجشیر    | ۲              | ۱                            | ۲        | ننگرهار    | ۱۴             | ۴                            | ۲        |
| تخار      | ۹              | ۲                            | ۲        | نورستان    | ۲              | ۱                            | ۲        |
| جوزجان    | ۵              | ۱                            | ۲        | نیمروز     | ۲              | ۱                            | ۲        |
| خوست      | ۵              | ۱                            | ۲        | میدان وردک | ۵              | ۲                            | ۲        |
| دایکندی   | ۴              | ۱                            | ۲        | هرات       | ۱۷             | ۵                            | ۲        |
| زابل      | ۳              | ۱                            | ۲        | هلمند      | ۸              | ۲                            | ۲        |
| سرپل      | ۵              | ۱                            | ۲        | کوچی       | ۱۰             | ۳                            | ۲        |
| سمنگان    | ۴              | ۱                            | ۲        | معلولین    | ----           | ---                          | ۲        |
| غزنی      | ۱۱             | ۳                            | ۲        | سیک        | ۱              | ---                          | ---      |
| غور       | ۶              | ۲                            | ۲        | سیک        | ۱              | ---                          | ---      |
| منابع:    |                |                              |          |            |                |                              |          |

## قوه قضائیه
قوه قضائیه در قانون اساسی جمهوری اسلامی افغانستان به عنوان رکن مستقل دولت جمهوری اسلامی افغانستان تعریف شده‌است. قوه قضائیه افغانستان، متشکل از دیوان عالی (ستره محکمه)، دادگاه‌های استیناف و دادگاه‌های ابتدایی است. دیوان عالی (ستره محکمه) بالاترین نهاد قضایی کشور است و در رأس قوه قضائیه قرار دارد. اعضای دیوان عالی که نه نفر است، توسط رئیس‌جمهور منصوب و با تأیید پارلمان تعیین می‌شود. دادگاه‌های پایین‌تر از دیوان عالی کشور از دادگاه‌های ابتدایی و دادگاه‌های استیناف تشکیل شده‌است. دادگاه‌های استیناف تصمیمات و رای‌های دادگاه‌های پایین‌تر که مورد اعتراض قرار گرفته را مورد بررسی قرار داده و می‌تواند تمامی تصمیمات و قرارهای محاکم ابتدائی را تصحیح، نقض، تعدیل، تأیید یا لغو کند. در صورت درخواست تجدید نظر می‌توان تصمیمات دادگاه‌های استیناف را به دیوان عالی فرستاد. دادگاه‌های ابتدائی در تمامی شهرها وجود دارد و دارای شاخه‌های متعددی دارند که همه پرونده‌های اصلی را مورد آزمایش قرار می‌دهد. شاخه‌ها شامل بخش‌های جنایی، مدنی، مذهبی، اداری، کار و خانواده و نظامی هستند. دادگاه‌های دادرسی در پایین‌ترین سطوح در نهاد قانون‌گذاری کشور قرار دارد که موارد کمی و کیفی را مورد بررسی قرار می‌دهند.

## ادارات محلی

### ولایت
طبق ماده یکصد و سی و ششم قانون اساسی، اداره جمهوری اسلامی افغانستان بر اساس واحدهای ادارات مرکزی و ادارات محلی بر اساس قانون تنظیم می‌گردد. واحد ادارهٔ محلی ولایت است. دولت با حفظ اصل مرکزیت برای تسریع و بهبود امور اقتصادی، اجتماعی و فرهنگی و سهم‌گیری بیشتر مردم در توسعه ملی برخی صلاحیت‌های لازم را بر اساس قانون در اختیار ادارات محلی قرار می‌دهد. در راس هر ولایت یک والی قرار دارد که توسط رئیس‌جمهور تعیین می‌گردد.

### شوراهای ولایتی
هر ولایت افغانستان یک شورای ولایتی دارد که اعضا آن توسط انتخابات آزاد و با رأی مردم برای مدت ۴ سال تعیین می‌گردد. شوراهای ولایتی به منظور تأمین اهداف توسعه دولت و بهبود امور به نحوی که در قانون تصریح گردیده در مسائل مربوط به ولایت مشورت می‌دهد و وظایف خود را در همکاری با اداره محلی اجرا می‌کند.

#### تعداد اعضا شوراهای ولایتی
| ولایت   | تعداد کل | ولایت   | تعداد کل | ولایت   | تعداد کل |
| ------- | -------- | ------- | -------- | ------- | -------- |
| اروزگان | ۹        | جوزجان  | ۱۵       | قندهار  | ۱۵       |
| بادغیس  | ۹        | خوست    | ۱۵       | کابل    | ۳۳       |
| بامیان  | ۹        | دایکندی | ۹        | کاپیسا  | ۹        |
| بدخشان  | ۱۵       | زابل    | ۹        | کنر     | ۹        |
| بغلان   | ۱۵       | سرپل    | ۱۵       | لغمان   | ۹        |
| بلخ     | ۱۹       | سمنگان  | ۹        | لوگر    | ۹        |
| پروان   | ۱۵       | غزنی    | ۱۹       | ننگرهار | ۱۹       |
| پکتیا   | ۱۵       | غور     | ۱۵       | نورستان | ۹        |
| پکتیکا  | ۹        | فاریاب  | ۱۵       | نیمروز  | ۱۹       |
| پنجشیر  | ۹        | فراه    | ۹        | وردک    | ۱۵       |
| تخار    | ۱۵       | قندوز   | ۱۵       | هرات    | ۱۹       |
| تخار    | ۱۵       | قندوز   | ۱۵       | هلمند   | ۱۹       |

### شوراهای ولسوالی
شوراهای ولسوالی و روستاها طبق ماده یکصد و چهلم قانون اساسی برای تنظیم امور و تأمین اشتراک فعال مردم در ادارهٔ محلی مطابق با احکام قانون تشکیل می‌شود. اعضای این شوراها از طریق انتخابات و از طرف مردم محل برای مدت ۳ سال انتخاب می‌گردد. سهم‌گیری کوچی‌ها در این شوراها مطابق به احکام قانون تنظیم می‌گردد.

### شاروالی/شهرداری
شاروالی‌ها برای اداره امور شهری مطابق ماده یکصد و چهل و یکم قانون اساسی تشکیل می‌شود. شاروال/شهردار و اعضای شاروالی/شهرداری از طریق انتخابات آزاد تعیین می‌شود.

## انتخابات
بر اساس قانون اساسی جمهوری اسلامی افغانستان، هفت انتخابات سراسری باید برگزار شود که شامل انتخابات‌های ریاست جمهوری، مجلس نمایندگان، شوراهای ولایتی، شوراهای ولسوالی‌ها/فرمانداری‌ها، شهرداری‌ها، شوراهای شهرداری‌ها و روستا است. اما تا کنون فقط برای ریاست جمهوری، مجلس نمایندگان و شوراهای ولایتی انتخابات برگزار شده و برای چهار مورد دیگر انتخابات برگزار نشده‌است.

### ریاست جمهوری

#### ریاست جمهوری ۱۳۸۳
اولین انتخابات ریاست جمهوری در ۱۸ میزان/مهر ۱۳۸۳ برگزار شد و حامد کرزی توانست حداکثر آراء را برای پیروزی در این انتخابات کسب کند.

#### ریاست جمهوری ۱۳۸۸
انتخابات ریاست‌جمهوری افغانستان در سال ۱۳۸۸ با کاهش مشارکت مردم نسبت به انتخابات ریاست‌جمهوری دوره قبل روبرو شد. برخی از نامزدهای مخالف حامد کرزی از وجود تقلب سخن گفتند. ناظران اتحادیه اروپا در مورد سلامت حدود یک و نیم میلیون رأی که بیش از یک میلیون از این آرا، مربوط به حامد کرزی می‌شد اعلام تردید کردند. رای‌گیری این انتخابات، همزمان با انتخابات شوراهای ولایتی در تاریخ ۲۹ اسد/مرداد ۱۳۸۸ برگزار شد. اما در طول یک دوره طولانی، شمارش آراء و بررسی تقلب، حل نشده باقی ماند.
دو ماه بعد، تحت فشار آمریکا و متحدانش، دور دوم رأی دهی در ۱۶ عقرب/آبان بین حامد کرزی و رقیب اصلی او عبدالله عبدالله اعلام شد. در ۱۰ عقرب/آبان عبدالله عبدالله اعلان کرد که بنا به دلایل آنکه خواسته‌هایش برای تغییرات در کمیسیون مستقل انتخابات به وجود نیامده است و برگزاری «انتخابات شفاف امکان‌پذیر نیست» از ادامه حضور در کارزارهای انتخاباتی انصراف می‌دهد و در فردای آن ۱۱ عقرب/آبان مقامات کمیسیون مستقل انتخابات، دور دوم را لغو کرد و حامد کرزی به عنوان رئیس‌جمهور افغانستان برای ۵ سال دیگر اعلان شد.

#### ریاست جمهوری ۱۳۹۳
سومین انتخابات ریاست جمهوری افغانستان در حمل/فروردین و جوزا/خرداد ۱۳۹۳ برگزار شد که در نتیجه آن محمداشرف غنی به عنوان سیزدهمین رئیس‌جمهور افغانستان تعیین شد.

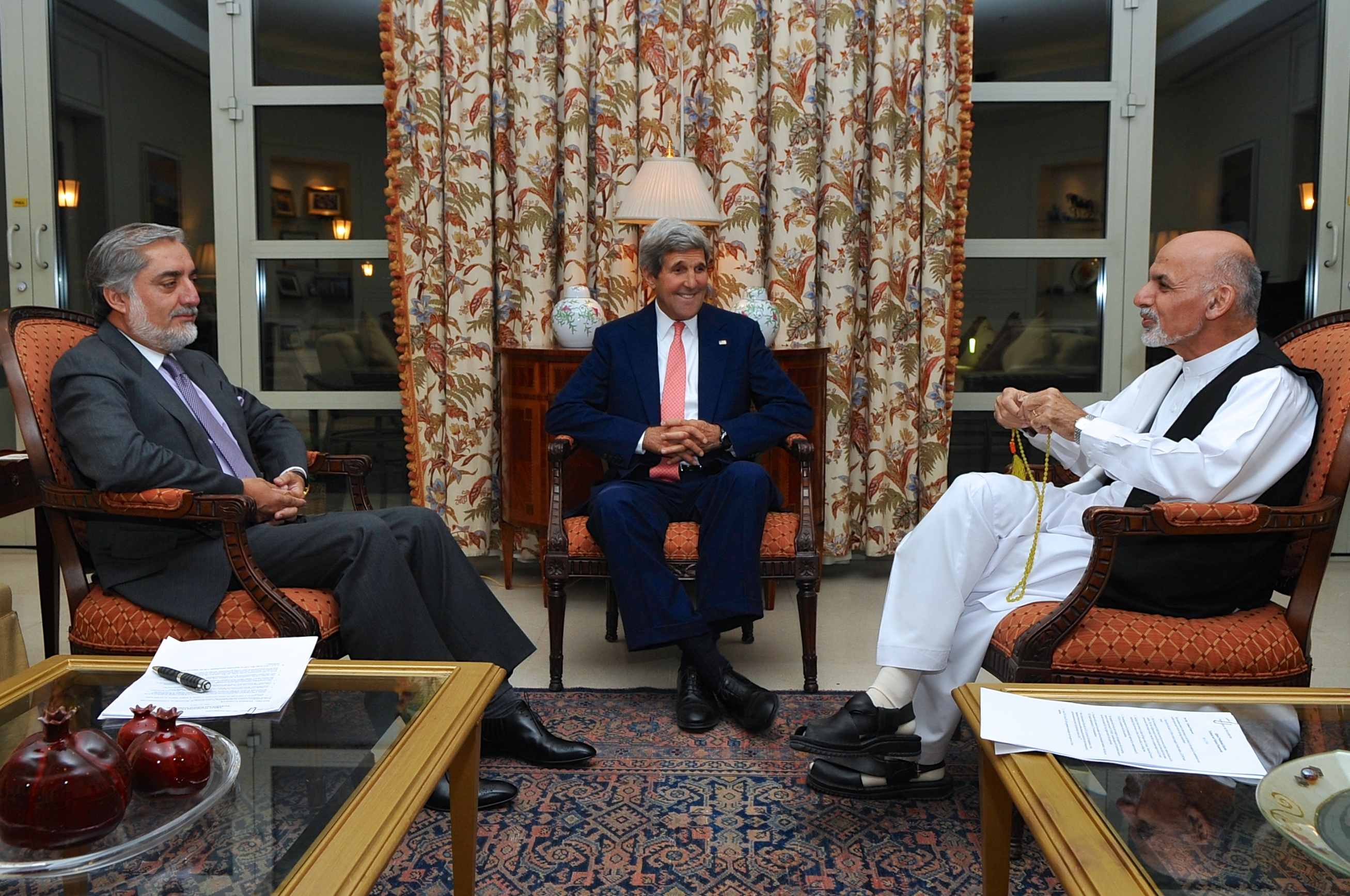
جان کری وزیر امور خارجه آمریکا در تاریخ ۲۱ سرطان/تیر ۱۳۹۳ با کاندیداهای پیشتاز انتخابات ۱۳۹۳، عبدالله عبدالله در سمت چپ و محمداشرف غنی در سمت راست در سفارت آمریکا در کابل. در حال حل و فصل و توافق بر سر انتخابات.

عبدالله عبدالله در دور اول انتخابات با کسب ۴۵٪ آراء پیشتاز بود اما در دور دوم اوضاع برعکس شد و اینبار اشرف غنی توانسته بود اکثریت رای‌ها را کسب کند. در دور دوم یک میلیون رأی بیشتر از دور نخست به صندوق‌ها ریخته شده بود و اعتراض تیم عبدالله را برانگیخت. عبدالله با اعلام تقلب در انتخابات خواستار مداخله سازمان ملل شد و ارتباط خود را با کمیسیون انتخابات قطع کرد و نتایج اولیه انتخابات که آراء اشرف غنی ۱۳٪ بیشتر از وی بود را نپذیرفت و اعلان کرد که نزدیک ۲٫۵ میلیون رأی ساختگی است. بعدها با مشارکت جان کری و توافق دو نامزد قرار شد که با هماهنگی دو ستاد بازشماری آراء صورت بگیرد و آراء ناپاک جدا شوند و پس از آن دولت وحدت ملی تشکیل شود و برنده به عنوان رئیس‌جمهور و نفر دوم به عنوان رئیس شورای وزیران انتخاب شود و اعضای کابینه بین دو تیم تقسیم شود. چند ساعت پس از این توافق‌نامه کمیسیون مستقل انتخابات، اشرف غنی را به عنوان پیروز انتخابات اعلام کرد.

#### ریاست جمهوری ۱۳۹۸
چهارمین دوره انتخابات ریاست‌جمهوری افغانستان در ۶ میزان (مهر) ۱۳۹۸ برگزار شد. در این انتخابات ۱۸ تن خود را نامزد کرده بودند، اما ۵ تن در ادامه انتخابات کنار رفتند. کمیسیون مستقل انتخابات افغانستان در ۲۹ دلو (بهمن) ۱۳۹۸، محمد اشرف غنی را با کسب ۵۰٫۶۴ درصد آراء برنده این انتخابات اعلان کرد. اما تیم ثبات و همگرایی به رهبری عبدالله عبدالله این نتایج را نپذیرفت و اعلان تشکیل همه‌شمول کرد. هر دو نامزد مدعی پیروزی این انتخابات، در ۱۹ حوت (اسفند) ۱۳۹۸ مراسم سوگند یاد کردند. چندین ماه پس از برگزاری انتخابات، محمد اشرف غنی و عبدالله عبدالله در ۲۹ ثور (اردیبهشت) ۱۳۹۹ موافقت‌نامه‌ای زیر نام «توافق‌نامهٔ سیاسی» را امضا کردند. بر اساس این توافق‌نامه محمد اشرف رئیس‌جمهور و عبدالله عبدالله رئیس شورای عالی مصالحه تعیین شدند.

### پارلمانی

#### پارلمانی ۱۳۸۴
اولین انتخابات پارلمانی در نظام جدید در ۲۷ سنبله/شهریور ۱۳۸۴ برگزار شد. نتایج اولیه این انتخابات در ۱۷ میزان/مهر و نتایج نهایی در ۲۱ عقرب/آبان همان سال اعلام شد. از آنجایی که تمامی نامزدها توسط حزب ثبت نشده بودند و به عنوان غیر حزبی انتخاب شده بودند، تجزیه و تحلیل بر اساس حزب امکان‌پذیر نبود. مشارکت در این انتخابات حدود ۵۰٪ تخمین زده می‌شود.
| کاندیدا | کرسی |
| ------- | ---- |
| بی‌طرف   | ۲۴۹  |
| کل      | ۲۴۹  |

#### پارلمانی ۱۳۸۹
دومین انتخابات پارلمانی پس از سقوط حکومت طالبان در ۲۷ سنبله (شهریور) ۱۳۸۹ برگزار شد. در این دوره انتخابات ۲۵۴۱ تن خود را نامزد کرده بودند. نتایج نهایی بحث‌برانگیز این انتخابات پس از دو ماه در ۳ قوس/آذر ۱۳۸۹ اعلام شد که در نهایت، یک چهارم کل آراء که یک میلیون و سیصد هزار رأی از مجموع پنج میلیون و ششصد هزار رأی در سراسر کشور می‌شد باطل اعلام شد. اسامی ۲۴ تن نیز که در رای‌گیری به پیروزی رسیده بودند به خاطر نقض قوانین انتخاباتی حذف شده بود. برخی نامزدهای معترض راه‌ها و شاهراه‌های کشور را بستند و عده‌ای دیگر از نامزدها خواستار برگزاری انتخابات مجدد شدند که از سوی کمیسیون رد شد. یکی از جنجالی‌ترین اتفاقات این دوره در اختیار گرفتن ۱۱ کرسی حوزه غزنی به‌دست هزاه‌ها بود و حتی حامد کرزی خواستار برگزاری مجدد انتخابات در این ولایت شد اما کمیسیون انتخابات این خواسته معترضان را رد کرد.

#### پارلمانی ۱۳۹۷
سومین انتخابات مجلس افغانستان پس از ۳ سال تأخیر در سال ۱۳۹۷ برگزار شد. پس از انتخابات جنجال‌برانگیز سال ۱۳۹۳ ریاست جمهوری، حول اصلاحات قانون انتخابات منجر به تأخیر در برگزاری این انتخابات شد. اعضای راه یافته در این دوره از انتخابات دوره هفدهم مجلس را در افغانستان تشکیل می‌دهد. انتخابات در روز ۲۸ و ۲۹ میزان/مهر ۱۳۹۷، در ۳۲ ولایت افغانستان برگزار شد. انتخابات در قندهار یک هفته دیرتر به دلیل نگرانی از نبود امنیت پس از ترور عبدالرازق اچکزی، فرمانده پولیس این ولایت برگزار شد. اما هیچ راهکاری برای برگزاری انتخابات در غزنی پیدا نشد و کمیسیون مستقل انتخابات نیز اعلان نکرد که انتخابات در این ولایت کی برگزار می‌شود. در این انتخابات حدود ۴ میلیون نفر شرکت کردند.

### شوراهای ولایتی

#### شوراهای ولایتی ۱۳۸۴
انتخابات شوراهای ولایتی و مجلس نمایندگان افغانستان قرار بود همزمان با انتخابات ریاست‌جمهوری در سال ۱۳۸۳ برگزار شود، اما بنابر دلایل نامعلومی این انتخابات یک سال به تعویق افتاد و در سنبله/شهریور ۱۳۸۴ برگزار شد. تعداد کل نمایندگان شوراهای ولایتی ۴۲۰ نماینده از ۳۴ ولایت افغانستان بود که ۲۹۶ تن آنان را مردان و ۱۲۴ تن دیگر را زنان تشکیل می‌داد. پیش‌بینی شده بود که تعداد تخمینی رای‌دهندگانی که در این انتخابات شرکت کرده بودند به شش میلیون نفر و درصد مشارکت به حدود ۵۰ درصد برسد.

#### شوراهای ولایتی ۱۳۸۸
انتخابات شوراهای ولایتی سال ۱۳۸۸ همزمان با انتخابات ریاست جمهوری سال ۱۳۸۸ برگزار شد. در این انتخابات بیش از ۳۳۰۰ تن خود را کاندید کرده بودند. در این انتخابات در مجموع پنج میلیون و ۷۸۶ هزار و ۱۱۷ برگه رأی وارد صندوق‌ها شده بود که از این میان ۵ میلیون و ۵۷۰ هزار ۸۹۸ برگه رأی صحیح و ۲۱۵ هزار و ۲۰۱۹ برگه رأی باطل اعلام شده بود.

#### شوراهای ولایتی ۱۳۹۳
همزمان با انتخابات ریاست جمهوری افغانستان در سال ۱۳۸۳، انتخابات شوراهای ولایتی نیز برگزار شد. مردم افغانستان در ۱۹٬۷۸۴ محل رأی دهی به نامزدان شوراهای ولایتی رأی دادند. در این انتخابات ۲٬۵۹۱ تن خود را نامزد کرده بودند که در این میان ۲۹۶ تن از نامزدها را زنان تشکیل می‌داد. پس از بررسی ۶ میلیون و ۹۷۹ هزار و ۹۲ رای، کمیسیون مستقل انتخابات شش میلیون و ۲۳۳ هزار و ۵۱ رأی را معتبر اعلام کرد و در نتیجه ۴۵۸ تن توانستند برای ۳۴ شورای ولایتی انتخاب شوند که در این میان ۹۷ تن از آنان را زنان تشکیل می‌داد.

## سیاست خارجی

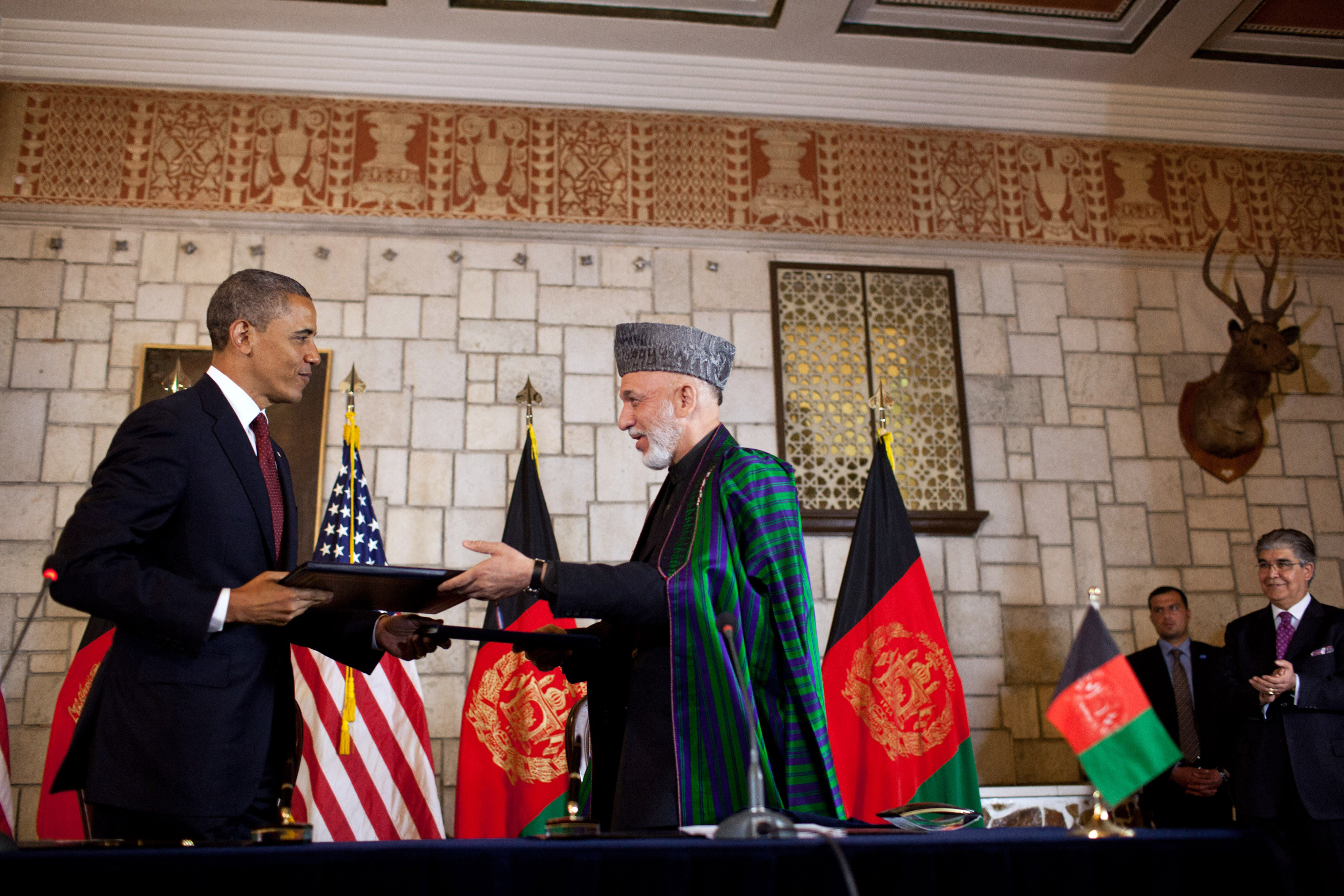
باراک اوباما رئیس‌جمهور آمریکا و حامد کرزی رئیس‌جمهور افغانستان، پس از امضای توافق‌نامه شراکت استراتژیک در ۲ مه ۲۰۱۲ در حال تبادل اسناد هستند.

افغانستان در ابتدای تأسیس روابط محدودی با کشورهای همسایه داشت. در زمان امان‌الله خان و پس از استقلال افغانستان دیپلماسی مدرن در افغانستان شکل گرفت و وزارت خارجه تأسیس و محمود طرزی به عنوان اولین وزیر خارجه افغانستان انتخاب شد. امان‌الله خان با سفر به ایران، مصر، اتحاد جماهیر شوروی و شماری از کشورهای اروپایی نخستین گام‌ها را برای سیاست خارجی معاصر افغانستان برداشت. افغانستان در جنگ‌های جهانی اول و دوم سیاست بی‌طرفی را اتخاذ کرد. محمد نادر خان که پس از سرنگونی حکومت حبیب‌الله کلکانی در سال ۱۳۰۷ به قدرت رسید، در دوره حکومت‌داری چهار ساله خود، سیاست امان‌الله خان را ادامه داد و روابط خوبی با انگلیس و شوروی داشت. پس از نادرخان، محمدظاهر شاه در دوره چهل‌ساله‌اش به عقیده بسیاری توانست بی‌طرفی اش را در سیاست خارجی حفظ کند، هرچند شماری از قدرت‌های منطقه، ظاهرشاه را بی‌طرف نمی‌دانستند. ظاهرشاه سفرهای زیادی به کشورهای مختلف از جمله آمریکا داشت تا توجه آنان را به افغانستان جلب کند. وی در دههٔ اخیر سلطنت خود تلاش کرد در کنار گسترش روابط به روس‌ها، روابط کابل را با ایران و پاکستان هم بهتر بسازد. محمدنادر خان که در ۲۶ سرطان ۱۳۵۲ در برابر پادشاهی کودتا کرد و قدرت را در دست گرفت، تغییراتی را در سیاست خارجی افغانستان ایجاد کرد. وی در دوره پنج ساله خود، قراردادهای نظامی و تجاری با کشورهای آلمان، ایتالیا و آمریکا امضا کرد و افغانستان برای نخستین‌بار در یک ائتلاف منطقه‌ای با کشورهای منطقه مانند ایران، ترکیه و عراق شرکت کرد. در دوره داوودخان روابط افغانستان و پاکستان همچنان تیره بود و چند باری بر سفارت پاکستان در کابل حمله شد. حکومت پاکستان نیز در اقدام مشابه کنسولگری‌های کویته و پیشاور را بست. در سال ۱۳۵۷ قدرت به دست جمهوری دموکراتیک خلق افتاد، در این دور بیش از یک دهه سیاست خارجی افغانستان دنباله رو به شرق وابسته به جماهیر شوروی بود و الگوی چپی بر سیاست خارجی افغانستان حاکم بود. در دوره مجاهدین نیز سیاست خارجی تدوین نشده بود و تنها چند کشور منطقه چون هند، ایران و کشورهای آسیای میانه و ترکیه با افغانستان روابط سیاسی داشتند. در دوره طالبان نیز تنها سه کشور امارات متحده عربی، عربستان سعودی و پاکستان امارت اسلامی را به رسمیت شناختند. پس از سقوط حکومت طالبان و تصویب قانون اساسی که ماده هشتم آن دولت مکلف شده بود که سیاست خارجی بر مبنای حفظ استقلال، منافع ملی، تمامیت ارضی، حسن هم‌جواری، احترام متقابل و تساوی حقوق تنظیم کند اما از انجام این ماده قانون طفره رفته و شرایط برای اتخاذ تصمیمات شخصی مهیا شد. هرچند رنگین دادفر سپنتا وزیر خارجه دولت اول حامد کرزی تلاش‌هایی را برای تدوین اصول سیاست خارجی انجام داد اما با دادن رأی منفی پارلمان به طرح وی، کار تدوین اصول سیاست خارجی به کنار گذاشته شد. در دورهٔ ریاست جمهوری حامد کرزی، افغانستان با هم پیمان اصلی‌اش یعنی آمریکا روابط پرتنشی را سپری کرد؛ روابط نیک و نزدیک افغانستان با آمریکا در اواخر حکومت‌داری حامد کرزی به سمت تنش رفت تا آنجایی که کرزی از امضای پیمان راهبری با آمریکا امتناع کرد. در دوره اشرف غنی روابط کابل با واشینگتن و امضای پیمان امنیتی دو جانبه گسترش یافت اما امضای توافق‌نامه صلح دوحه و چگونگی گفت‌وگو با طالبان و رهایی هزاران زندانی طالب، بار دیگر روابط دو طرف را تیره ساخت. افغانستان هم‌اکنون افغانستان ۴۶ سفارتخانه در کشورهای مختلف دارد. ۳۷ کشور نیز در کابل سفارتخانه‌های خود را باز کرده‌اند.

## احزاب سیاسی

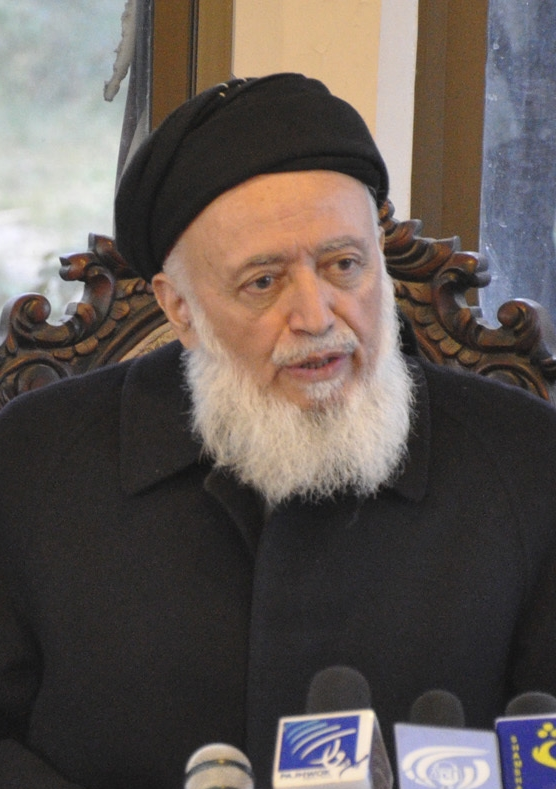
برهان‌الدین ربانی بنیان‌گذار حزب جمعیت اسلامی افغانستان.
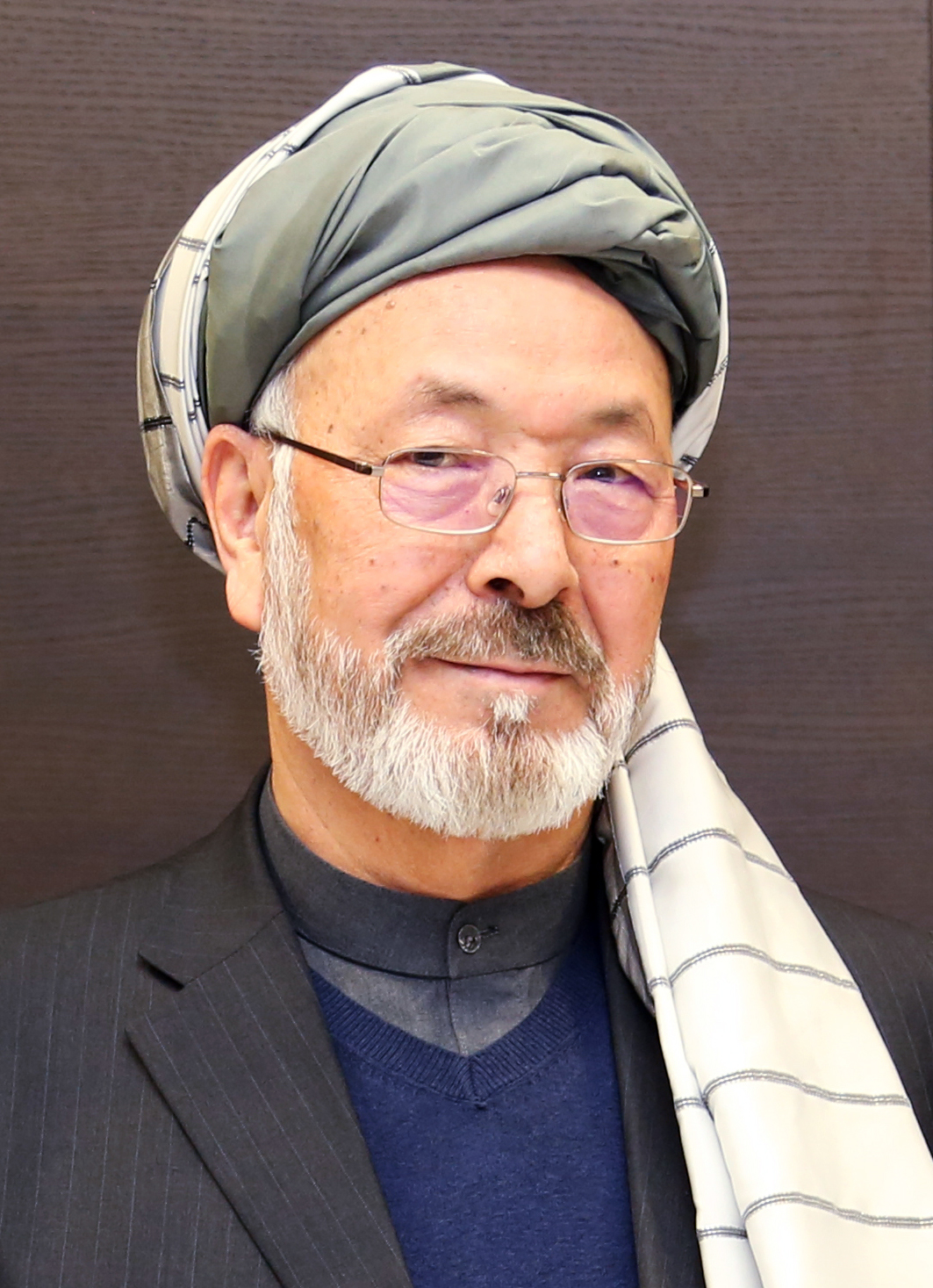
کریم خلیلی رهبر حزب وحدت اسلامی افغانستان.
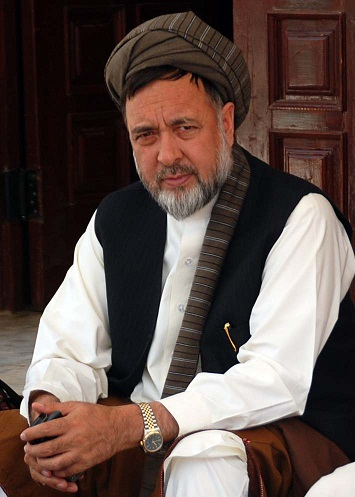
محمد محقق رهبر حزب وحدت اسلامی مردم افغانستان.
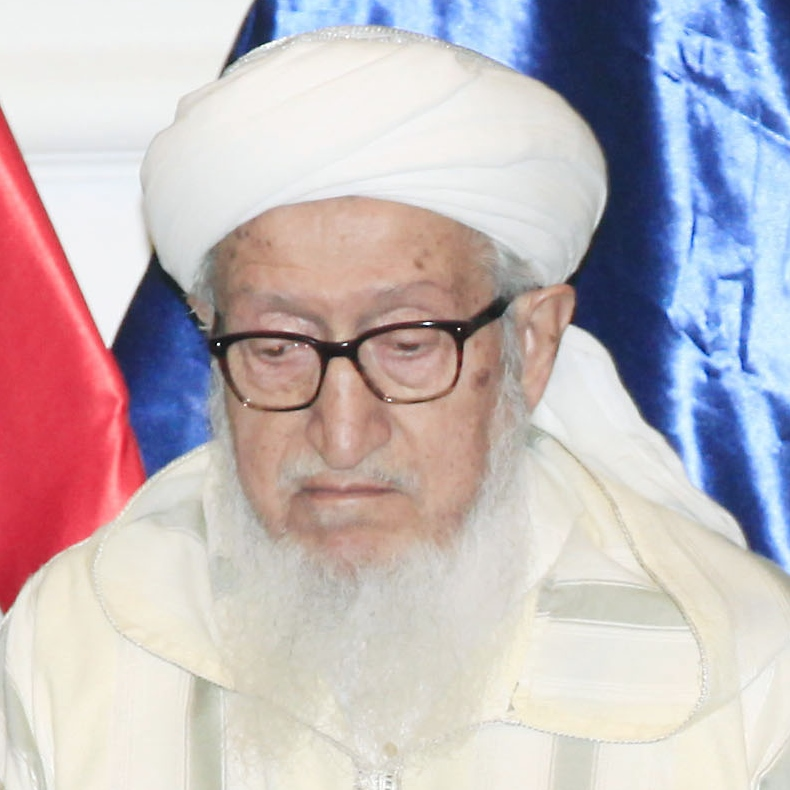
صبغت‌الله مجددی رهبر حزب جبهه ملی نجات افغانستان.

نزدیک به ۶۳ حزب رسمی در افغانستان در حال فعالیت هستند و برخی از مطرح‌ترین آن‌ها شامل لیست زیر است:
- حزب سوسیال دموکرات افغانستان (افغان ملت): یکی از احزاب مطرح سیاسی در افغانستان است، این حزب مرام پشتونوالی دارد و در سال ۱۳۴۴ و در زمان ظاهر شاه تأسیس شده‌است. این حزب در سال ۱۳۸۳ به‌طور رسمی در وزارت عدلیه ثبت شده‌است.[۱۱۷] رهبری این حزب بر عهده انور الحق احدی می‌باشد و در انتخابات ۱۳۸۸ از حامد کرزی[۱۱۸][۱۱۹] و در انتخابات سال ۱۳۹۳ از محمد اشرف غنی حمایت کردند.[۱۲۰]
- حزب اسلامی: یکی از احزاب قدرتمند در افغانستان می‌باشد که در سال ۱۳۴۸ توسط گلبدین حکمتیار تأسیس شد و طرفداران فراوانی در میان قوم پشتون دارد. گلبدین حکمتیار رهبر این حزب در دولت اسلامی افغانستان سمت نخست‌وزیری را داشت. این حزب همواره با نظام‌های حاکم در حال جنگ بوده و پس از سقوط طالبان نیز به عنوان یک مخالف جنگید. اما در میزان/مهر ۱۳۹۵ گلبدین حکمتیار، رهبر حزب توافق صلح با اشرف غنی را امضا کرد.[۱۲۱] چند تن از اعضای این حزب پس از سقوط طالبان از حزب اصلی جدا شدند و این حزب را در سال ۱۳۸۴ به رهبری عبدالهادی ارغندیوال ثبت کردند.[۱۱۷] حزب اسلامی شاخه ارغندیوال در سال ۱۳۸۸ از حامد کرزی و در انتخابات ۱۳۹۳ از عبدالله عبدالله حمایت کردند.[۱۱۷] محمد خان معاون اول ریاست اجرائی کشور، به نمایندگی از حزب اسلامی شاخه ارغندیوال در حکومت حضور دارد. هم‌اکنون بین گلبدین حکمتیار و عبدالهادی ارغندیوال بر سر رهبری این حزب اختلاف وجود دارد. این حزب در سال ۱۳۸۳ به نام ارغندیوال ثبت شده اما پس از توافقنامه صلح حکمتیار و دولت افغانستان برخی افراد حزب خواهان رهبری این حزب به‌دست حکمتیار هستند.[۱۲۲][۱۲۳][۱۲۴]
- جمعیت اسلامی افغانستان: یکی از احزاب با نفوذ در افغانستان است که در سال ۱۳۵۵ توسط برهان‌الدین ربانی تأسیس شد. برهان‌الدین ربانی رهبر این حزب پس از سقوط حکومت حزب دموکراتیک خلق افغانستان و پس از دوره شش‌ماهه صبغت‌الله مجددی به عنوان رئیس‌جمهور افغانستان تعیین شد و در زمان حکومت طالبان، سازمان ملل وی را به عنوان رئیس‌جمهور دولت در تبعید به رسمیت می‌شناخت.[۱۱۷] وی در ۲۱ جدی/دی ۱۳۸۰ قدرت را به کرزی واگذار کرد.[۳۴] رهبری این حزب پس از ترور برهان‌الدین در ۲۹ سنبله/شهریور ۱۳۹۰ به فرزندش صلاح‌الدین ربانی سپرده شد.[۱۲۵]
- محاذ ملی اسلامی افغانستان: این حزب در سال ۱۳۵۷ توسط پیر سید احمد گیلانی تأسیس شد. این حزب از حامیان حامد کرزی بود و در انتخابات ۱۳۹۳ از اشرف غنی حمایت کرد.[۱۲۶][۱۲۷] پس از درگذشت پیر سید احمد گیلانی در سال ۲ بهمن/دلو ۱۳۹۵ رهبری این حزب به فرزندش سید حامد گیلانی سپرده شد.[۱۲۸]
- تنظیم دعوت اسلامی افغانستان: این حزب توسط عبدالرب رسول سیاف تأسیس شد و توانستن در سال ۱۳۸۴ مجوز فعالیت را از وزارت عدلیه افغانستان اخذ کند. رسول سیاف در انتخابات ۱۳۹۳ شرکت کرد و توانست ۷٫۰۴٪ آراء را کسب کند.[۱۲۹]
- حزب وحدت اسلامی افغانستان: این حزب در سال ۱۳۶۸ و با ائتلاف ۸ حزب و تنظیم شیعه مذهب و هزاره تأسیس شد. محمد اکبری اولین رهبر این حزب بود و پس از آن عبدالعلی مزاری در نخستین کنگره حزب در سال ۱۳۷۰ تعیین شد. این حزب در سنبله/شهریور ۱۳۷۳ و پس از اختلافات میان مزاری و اکبری منشعب شد. پس از کشته شدن مزاری در سال ۱۳۷۳ رهبری این حزب بر عهده کریم خلیلی است.[۱۳۰] پس از سقوط طالبان، کریم خلیلی رهبر این حزب در دوره‌های اول و دوم ریاست جمهوری حامد کرزی به عنوان معاون دوم در دولت حضور داشت. در انتخابات ۱۳۹۳ کریم خلیلی از اشرف غنی حمایت کرد و سرور دانش به نمایندگی از این حزب هم‌اکنون در دولت وحدت ملی حضور دارد. این حزب از زمان تشکیل تا کنون به ۵ حزب انشعاب یافته‌است.[۱۱۷] انشعابات حزب وحدت اسلامی:
  - حزب وحدت اسلامی مردم افغانستان: این حزب یکی از احزاب انشعاب شده از حزب وحدت اسلامی افغانستان است که در سال ۱۳۸۳ توسط محمد محقق تأسیس شد. محقق رهبر این حزب هم‌اکنون در سمت معاون دوم رئیس اجرائیه در دولت وحدت ملی حضور دارد.[۱۱۷]
  - حزب حراست اسلامی افغانستان: این حزب یکی از انشعابات حزب وحدت اسلامی افغانستان است که در ابتدا با نام حزب وحدت ملی اسلامی افغانستان فعالیت می‌کرد. محمد اکبری بنیان‌گذار این حزب است و در سال ۱۳۸۳ این حزب را در وزارت عدلیه افغانستان ثبت کرد. رهبری این حزب هم‌اکنون بر عهده عبدالحق شفق است.[۱۳۱]
  - حزب وحدت اسلامی ملت افغانستان: قربان علی عرفانی بنیان‌گذار این حزب می‌باشد.[۱۳۲]
  - حزب اقتدار ملی افغانستان: این حزب از انشعابات حزب وحدت اسلامی افغانستان، جناح اکبری است که در سال ۱۳۸۳ توسط سید مصطفی کاظمی تأسیس شد. پس از ترور کاظمی در ۱۵ عقرب/آبان ۱۳۸۶ رهبری این حزب را سید علی کاظمی بر عهده گرفت.[۱۳۳][۱۳۴]
- جنبش ملی اسلامی افغانستان: این حزب در سال ۱۳۷۰ توسط عبدالرشید دوستم تأسیس شد و بیشتر طرفداران این حزب را مردمان ازبک‌ها و ترکمن‌های افغانستان تشکیل می‌دهد. عبدالرشید دوستم رهبر این حزب در انتخابات سال ۱۳۸۳ توانست ۱۰٪ کل آراء را کسب کند.[۱۳۵] در انتخابات ۱۳۹۳، دوستم در تیم اشرف غنی حضور یافت و هم‌اکنون در سمت معاون اول ریاست جمهوری افغانستان فعالیت می‌کند.[۱۱۷]
- حزب انسجام ملی افغانستان: این حزب در سال ۱۳۸۶ به رهبری صادق مدبر تأسیس شده‌است. بیشتر طرفداران این حزب را مردمان هزاره تشکیل می‌دهد.
- حرکت اسلامی افغانستان: این حزب در سال ۱۳۵۸ به رهبری محمدآصف محسنی تأسیس شد. پس از سقوط طالبان، محمد آصف محسنی از فعالیت‌های سیاسی این حزب کناره‌گیری کرد. پس از کناره‌گیری محسنی درون حزب انشعاباتی صورت گرفت و این حزب به دو شاخه سید محمدعلی جاوید و سید حسین انوری تقسیم شد. شاخه سید محمدعلی جاوید مدتی تحت رهبری وی فعالیت می‌کرد اما مدتی بعد، عبدالغنی کاظمی رهبری آن را بر عهده گرفت. شاخه انوری نیز پس از درگذشت وی در ۱۵ سرطان/تیر ۱۳۹۵ دچار اختلافات و انشعابات شد.[۱۱۷]
- حزب کنگره ملی افغانستان: این حزب در سال ۲۰۰۴ توسط لطیف پدرام تأسیس شد. برجسته‌ترین خواسته این حزب، فدرالیسم شدن افغانستان است.[۱۳۶] رهبر این حزب با حضور در انتخابات ریاست‌جمهوری سال ۱۳۸۳ توانست در جایگاه پنجم قرار بگیرد.[۱۳۵]
- حزب جبهه ملی نجات افغانستان: این حزب در سال ۱۳۵۷ در پاکستان شکل گرفت و رهبری آن بر عهده صبغت‌الله مجددی بود. صبغت‌الله مجددی پس از سقوط دولت محمد نجیب‌الله بر اساس توافقنامه پیشاور برای دو ماه ریاست کشور را برای دوره‌ای موقت بر عهده داشت.[۱۳۷] حامد کرزی رئیس‌جمهور پیشین افغانستان، در گذشته عضویت این حزب را در اختیار داشت. صبغت‌الله مجددی، رهبر این حزب، پس از سقوط طالبان در دوره‌ای رئیس مجلس سنا افغانستان بود و در انتخابات ریاست جمهوری‌های گذشته از حامیان حامد کرزی و اشرف غنی به حساب می‌آمد.[۱۱۷][۱۳۸][۱۳۹]

## مشارکت‌های بین‌المللی
افغانستان عضو سازمان‌های زیر است:
| - سازمان همکاری شانگهای (عضو ناظر) - اتحادیه همکاری‌های منطقه‌ای جنوب آسیا (SAARC) - طرح کلمبو - سازمان همکاری اسلامی (OIC) - سازمان همکاری اقتصادی (ECO) - گروه ۷۷ - بانک جهانی - بانک توسعه آسیایی (ADB) - صندوق بین‌المللی پول (IMF) - کمیسیون اقتصادی و اجتماعی سازمان ملل متحد برای آسیا و اقیانوسیه - بانک توسعه اسلامی (IDB) - فائو - صندوق بین‌المللی توسعه کشاورزی - آژانس بین‌المللی انرژی اتمی (IAEA) - سازمان بین‌المللی هوانوردی غیرنظامی - دیوان بین‌المللی کیفری (ICC) - نهضت بین‌المللی صلیب سرخ و هلال احمر - فدراسیون بین‌المللی صلیب سرخ و هلال احمر - مرکز بین‌المللی حل و فصل اختلافات سرمایه‌گذاری |  | - مؤسسه مالی بین‌المللی - سازمان بین‌المللی کار - اتحادیه بین‌المللی راه‌آهن‌ها - پلیس بین‌الملل - کمیته بین‌المللی المپیک - سازمان بین‌المللی مهاجرت - اتحادیه بین‌المللی مخابرات - جنبش عدم تعهد - سازمان منع سلاح‌های شیمیایی - سازمان ملل متحد (UN) - آنکتاد - برنامه عمران ملل متحد (UNDP) - یونیدو - اتحادیه جهانی پست - فدراسیون جهانی سندیکاها - سازمان جهانی بهداشت - سازمان جهانی هواشناسی - سازمان جهانی گردشگری - سازمان تجارت جهانی (WTO) (ابتدا عضو ناظر، از سال ۲۰۱۵ عضو) |  |